# La signora di Avalon
La signora di Avalon è un libro scritto da Marion Zimmer Bradley e pubblicato per la prima volta negli Stati Uniti nel 1997. In Italia la prima pubblicazione, a opera della Longanesi, risale al settembre 1997.
Il libro, in ordine narrativo, è il seguito di Le querce di Albion e precede La sacerdotessa di Avalon e Le nebbie di Avalon (sebbene quest'ultimo sia stato scritto prima degli altri).
Il 15 ottobre 2020 l'editore HarperCollins Italia dà nuovamente alle stampe il romanzo in una nuova versione integrale (mai pubblicata prima in Italia), ritradotta da Flavio Santi senza le precedenti censure. Il romanzo viene per l'occasione presentato col titolo, Signora di Avalon.

## Trama
La trama si divide in 3 parti, a notevole distanza di tempo l'una dall'altra, ma accomunate dall'ambientazione di Avalon.
Parte prima: 
Inizio II secolo d.C.
La prima parte ci mostra Caillean e Gawen (il figlio di Eilan), incontrati nel prequel, La casa della foresta. Caillean assume il ruolo di Alta Sacerdotessa di Avalon e diventa la madre adottiva di Gawen che, sebbene cresciuto come un druido, riceve insegnamenti anche dalla Regina delle fate. La regina, che ha una figlia mezza mortale, Sianna, concorda con Caillean che Sianna studi ad Avalon. Man mano che Sianna e Gawen crescono, sviluppano un legame speciale. A un certo punto Gawen, in preda a una crisi d'identità, cerca il nonno romano Macellio, che gli consente di unirsi all'esercito romano. Gawen trascorre diversi mesi ad allenarsi con i romani. Separato dalla sua unità durante la sua prima battaglia, torna ad Avalon. Poco dopo il suo ritorno, lui e Sianna si uniscono nel sacro rito di Avalon. Gawen viene però ucciso il giorno dopo il loro matrimonio mentre cerca di proteggere Avalon dai cristiani, che in precedenza erano tolleranti nei confronti dei druidi ma che ora hanno un leader fanatico (giunto fin qui assieme a una pattuglia romana, inviata per trovarlo e riportarlo indietro per punizione come disertore). Dopo la morte di Gawen e la scoperta di Avalon da parte della pattuglia romana, Caillean nasconde Avalon nelle nebbie, rendendolo accessibile solo a coloro che hanno l'addestramento adeguato per penetrarli.
Quando Caillean invecchia, Sianna le succede come Alta Sacerdotessa. La figlia di Sianna e Gawen le succederà a sua volta, facendo di Sianna la matriarca di una linea di Alte Sacerdotesse.
Parte seconda: 
Fine III secolo d.C.

Un simbolo rappresentante la Dea triplice, raffigura i tre aspetti della Luna.

La seconda parte ci narra della Sacerdotessa Dierna. Accoglie una nuova novizia di nome Teleri, una principessa straniera che spera di diventare una grande sacerdotessa. Quando Dierna riceve una visione sul nuovo protettore della Britannia, un ammiraglio romano di nome Carausius, costringe Teleri a sposarsi con lui. Alcuni anni dopo, però, Carausio si oppone. Teleri lo lascia e sostiene le profferte di uno dei suoi ex ufficiali, Allectus, di diventare il nuovo Sommo Re. Dierna e Carausio hanno nel frattempo una breve relazione, che scatena le rivalità. Allectus insegue e ferisce Carausio, che cerca di raggiungere la salvezza di Avalon e Dierna, ma fallisce, morendo per le ferite sul bordo del lago di Avalon. Poco dopo, Teleri lascia Allectus e trova la via del ritorno ad Avalon, dove si riunisce con Dierna, e qui completa la sua formazione e alla fine diventa il suo successore.
Parte terza: 
Metà del V secolo d.C.
Questa parte si apre quando l'Alta Sacerdotessa Ana invia il druido bardo Taliesin per scortare la sua terza figlia, Viviane, ad Avalon. Viviane era stata adottata e cresciuta in una fattoria, ma quando ha quattordici anni, sua madre la richiama ad Avalon per prendere il posto delle sue due sorelle maggiori, che erano morte. Poiché il forte temperamento di Viviane è simile a quello di sua madre, le due spesso si scontrano. Viviane completa la sua formazione come sacerdotessa, ma Ana rifiuta la sua iniziazione, costringendo Viviane a rimanere una novizia - e una vergine - molto più a lungo del solito. Sebbene Viviane si irriti per quella che considera una restrizione ingiusta, il suo stato verginale le consente di diventare la prima donna da secoli a gestire il Sacro Graal, che è mantenuto dall'ordine dei Druidi di Taliesin. Infine, Viviane viene iniziata quando diventa l'amante del capo britannico Vortimer. Quando Vortimer muore, Viviane torna ad Avalon portando un neonato, una figlia che vivrà solo tre mesi. Nel frattempo, Ana è rimasta incinta, ma è troppo vecchia per partorire in sicurezza. Lei e Viviane si perdonano a vicenda in attesa del parto. Ana muore di parto, ma il bambino, Morgause, sopravvive. Viviane, i cui seni stanno ancora producendo latte, diventa nutrice e madre adottiva della sua sorellastra.
La fine del libro conduce agli eventi di Le nebbie di Avalon.

## Edizioni
- Marion Zimmer Bradley, La signora di Avalon, Longanesi, 1997, ISBN 88-304-1437-9.
- Marion Zimmer Bradley, Signora di Avalon, HarperCollins, ottobre 2020,  p. 518, ISBN 978-88-690-5624-6.